# Catedral del Santo Salvador (Angra do Heroísmo)
La Catedral del Santo Salvador o simplemente Catedral de Angra do Heroísmo (en portugués: Sé de Angra do Heroísmo o bien  Igreja do Santíssimo Salvador da Sé) es una catedral católica del siglo XVI situada en la parroquia civil de la Sé, en el municipio de Angra do Heroísmo, en la isla de Terceira, en el archipiélago de las Azores, parte de Portugal.
La catedral más antigua fue iniciada por Álvaro Martins Homem en 1461, quien la dedicó al Santo Salvador (en portugués: São Salvador), y se completó en 1496, fecha en que fue nominado el primer vicario. Poco se sabe de este templo temprano.
El obispado de las islas de las Azores fue creado el 3 de noviembre de 1534 por el Papa Pablo III, que designa a la Iglesia de San Salvador de Angra  como sede religiosa. Con el crecimiento de la población local y la creación de la diócesis de Angra, el consejo municipal formuló una petición para construir un nuevo edificio para la comunidad local.
Sin embargo, se necesitaron muchos años más antes de que un decreto real estableciera una nueva catedral, sobre todo a través de la influencia de Nuno Álvares Pereira. La construcción de la catedral comenzó el 10 de enero de 1568, durante el mando del cardenal-rey Enrique.
El 20 de mayo de 1581, el albañil Manuel de Limapagó 100 $ 000 réis por su mampostería. El proyecto se inició con la fachada principal, que incluía dos torres (y el reloj posterior instalado en 1782), principalmente para permitir que el espacio se utilizará durante su construcción.
El 14 de octubre de 1592, Manuel Martins sustituyó a su padre, Roque Martins, que era el carpintero principal en el proyecto.
En 1589, el obispo D. Manuel Gouveia compró un órgano para la catedral. La última de las obras exteriores se terminaron alrededor de 1618, y luego continuaron en su interior (como la decoración de las capillas).

## Véase también

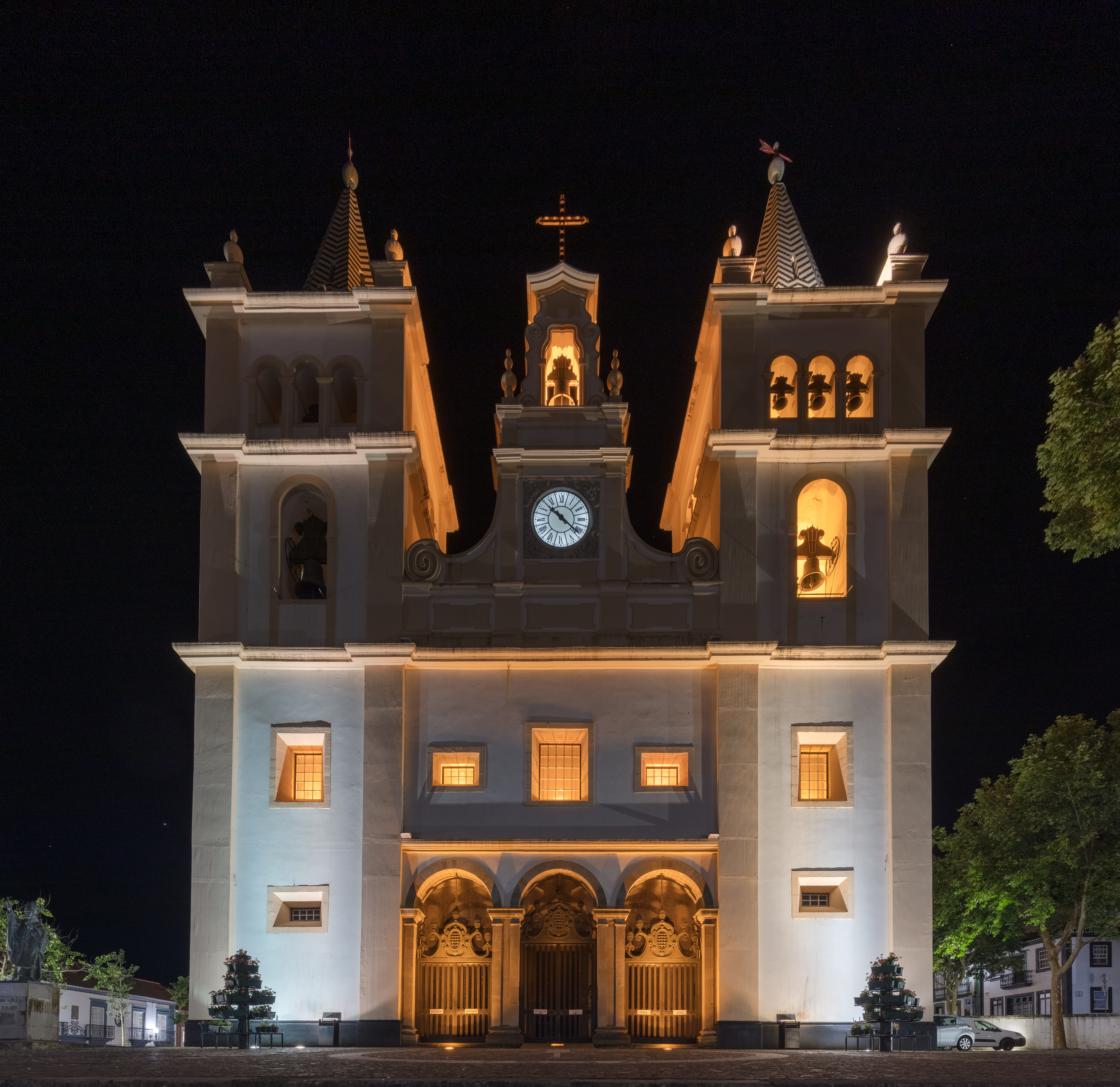
Vista nocturna.